# Apogon guamensis
Apogon guamensis är en fiskart som beskrevs av Achille Valenciennes 1832. Apogon guamensis ingår i släktet Apogon och familjen Apogonidae. Inga underarter finns listade i Catalogue of Life.